# Roche-et-Méry
Roche-et-Méry est une ancienne commune française, située dans le département des Ardennes en région Grand Est.

## Géographie
Le village de Méry 49° 27′ 13″ N, 4° 37′ 17″ E comptait une église (qui n'était qu'une succursale et qui est devenue simple chapelle) « consacrée à saint Médard le Pichard », le cimetière et un château. Le bombardement du 2 novembre 1918 eut raison de ces bâtisses ; une ferme fut bâtie à la place du château et la chapelle fut reconstruite dans un style propre au XXe siècle ardennais.
Roche 49° 27′ 47″ N, 4° 37′ 52″ E n'était qu'un hameau, « un village perdu de 13 maisons dans les Ardennes ». Une famille a habité notamment dans ce village au XVIIIe siècle et XIXe siècle, les Cuif, l'ascendance maternelle d'Arthur Rimbaud. Aujourd'hui, il ne reste pratiquement rien de la ferme des Cuif
,
,
.

## Toponymie
Roche, du latin tardif rocca, d'origine pré-celtique, a le même sens qu'en français moderne mais peut aussi désigner un site fortifié, un château.
Les mentions  anciennes de Méry sont : Madriacus, Medrech 916, Méry succ. v. 1757, Méry v. 1850.

L'étymologie de Méry remonte à l'époque gallo-romaine et son nom est formé du NP Matrius + -iacus "domaine de", d'où la signification possible "Domaine de Matrius".

## Histoire
L'église paroissiale indique aussi, par sa titulature à saint Médard, célébré le 8 juin, son anciennetée.
Pendant la Révolution Méry et Roche ne font qu'une commune (février 1802)
Elle fusionne en 1828, avec la commune de Chuffilly-et-Coigny, pour former la commune de Chuffilly-et-Roche, aujourd'hui Chuffilly-Roche.

## Administration
| Période                                  | Période | Identité | Étiquette | Qualité |
| ---------------------------------------- | ------- | -------- | --------- | ------- |
| Les données manquantes sont à compléter. |         |          |           |         |
|                                          |         |          |           |         |

## Démographie
| 1793 | 1800 | 1806 | 1821 |
| ---- | ---- | ---- | ---- |
| 125  | 137  | 158  | 133  |

Histogramme

(élaboration graphique par Wikipédia)